# Chicken Little
Chicken Little (bra: O Galinho Chicken Little; prt: Chicken Little) é um filme de animação estadunidense de 2005, dos gêneros comédia, aventura e ficção científica, dirigido por Mark Dindall, com roteiro levemente baseado na fábula Henny Penny. 
Distribuído pela Walt Disney Pictures e Buena Vista, o filme tem recursos animação digital (CGI).
Chicken Little é a segunda adaptação da fábula Henny Penny pela Disney, sendo o primeiro um curta de animação de 1943 feito durante a Segunda Guerra Mundial.  O filme também é o último filme de animação da Disney feita antes de John Lasseter ser nomeado chefe de criação da Disney Animation, e o último filme da Disney lançado sob a égide "Walt Disney Feature Animation".
O roteiro foi escrito por Steve Bencich e Ron J. Firedman, a produção do filme foi de Peter Del Vecho e Randy Fullmer, a trilha sonora de John Debney, Billy Martin e Jeremy Sweet  e a edição de Dan Molina. O filme foi animado nos quartéis-generais da Disney em Burbank, na Califórnia. Foi a primeira animação em CG da Disney.  O filme arrecadou US $ 314 milhões no mundo inteiro.

## Sinopse
Na cidade de Oakey Oaks, Chicken Little (Galinho em português) toca o sinal do colégio e manda que todos corram por suas vidas! Toda a cidade fica em pânico. Por isso, todos se acalmam para perguntar ao galinho o que há de errado, e ele explica que um pedaço do céu havia caído em sua cabeça quando ele estava sentado perto de uma árvore na praça da cidade. Ninguém pode, porém, encontrar o tal pedaço, agora. O pai de Galinho, Seu Pedro Galo, envergonhado com a situação, assume que este pedaço do céu seja alguma fruta que tenha caído na cabeça do filho.Com isso, o Galinho vira alvo de piada da cidade.
Um ano depois, os únicos amigos do Galinho são tão alvos de piada quanto ele mesmo. Abby Mallard, que é chamada de Pata Feia por causa de seus dentinhos, Raspa do Tacho, que é extremamente grande apesar de ser o menor de sua família e Peixe Fora da Água que usa um capacete cheio de água e não fala. Todos foram alvo de piadas de Raposa Rosa e sua amiga Gansa Pança, fazendo com que Galinho entre em uma briga com ambas, que termina com Galinho acionando, acidentalmente, o alarme de incêndio do ginásio da escola, o que piora ainda mais a sua imagem.
O Galinho se junta à equipe de beisebol do colégio numa tentativa de retomar sua reputação e o orgulho de seu Pedro Galo. Ao conseguir uma vitória, tudo parece começar a ir bem. No entanto, naquela noite, um objeto luminoso cai novamente em sua cabeça, e ele o reconhece como um pedaço do céu. Ele rapidamente chama seus amigos para ajudá-lo.
Quando Peixe aperta um botão na parte traseira do objeto, esse sai voando de volta para o céu, levando Peixe junto. Parece ser parte da camuflagem de uma espaçonave de alienígenas, parte de uma invasão. Cabe ao Galinho e seus amigos ajudarem o dia.
A invasão é, na verdade, o mal-entendido dos dois alienígenas que estavam procurando por seu filho Kirby e atacaram somente por preocupação. Para a missão ter muito sucesso, o galinho percebe que tem que encontrar e devolver o alienígena perdido para salvar sua cidade, então o Galinho e seu pai começam fazer sua missão de entregar o seu amigo Kirby aos alienígenas chamados de Murilo e Tina.

## Elenco
- Zach Braff como Galinho/Chicken Little
- Joan Cusack como Abby Mallard/Abby Patada/Hebe Marreca
- Steve Zahn como Runt/Raspa do Tacho
- Dan Molina como Peixe Fora da Água
- Garry Marshall como Buck Cluck/Pedro Galo/Buck Cacareja
- Mark Walton como Goosey Loosey/Gansa Mansa/Gansa Tosca
- Amy Sedaris como Foxy Loxy/Raposa Rosa
- Mark Dindal como Marinho Porco-Espinho
- Patrick Stewart como Sr. Ovelhão
- Harry Shearer como Locãotor
- Fred Willard como Murilo
- Catherine O'Hara como Tina
- Patrick Warburton como Polícial Alienígena
- Don Knotts como Prefeito Peru GluGlu
- Wallace Shawn como Diretor Totó
- Adam West como Fera
- Will Finn como Peixe Fora D'Água
- Mark Dindal como Treinador
- Joe Whyte como Mascote dos Avelãs
- Raul Labanca como Narrador da Abertura

## Recepção
As criticas do filme foram negativas, conquistando 33% no Rotten Tomatoes levando o conceito: "Em seu primeiro empreendimento CGI não-Pixar, a Disney gasta mais esforço na apresentação técnica do que na elaboração de um enredo original".

## Lançamento

### EmBlu-ray
- Estados Unidos: 20 de março de 2007[7]
- Brasil: 5 de dezembro de 2007[8]

## Trilha sonora
O álbum da trilha sonora contém músicas de uma vasta gama de artistas, alguns veteranos musicais, como Patti LaBelle e Diana Ross, assim como outros. Exclusivamente para um filme de animação da Disney. A trilha sonora foi lançada em 1 de novembro de 2005.
Lista de faixas
- Stir It Up - Joss Stone e Patti LaBelle (3:42)
- One Little Slip - Barenaked Ladies (2:53)
- Shake a Tail Feather - The Cheetah Girls (3:05)
- All I Know - Five For Fighting (3:25)
- Ain't No Mountain High Enough - Diana Ross (3:28)
- It's the End of the World as We Know It (And I Feel Fine) - R.E.M. (4:04)
- We Are the Champions - Zach Braff (0:38)
- Wannabe - Joan Cusack e Steve Zahn (0:50)
- Don't Go Breaking My Heart - The "Chicken Little" Cast (1:53)
- The Sky Is Falling - John Debney (2:49)
- The Big Game - John Debney (4:04)
- The Sky Is Falling - John Debney (2:49)
- The Big Game - John Debney (4:04)
- Dad Apologizes - John Debney (3:14)
- Chase to Cornfield - John Debney (2:00)
- Dodgeball (score) -John Debney (1:15)
- Driving with Dad - John Debney (1:45)